# Поликарп Печерский
Поликарп Печерский (ум. 1182) — преподобный Русской православной церкви, архимандрит Киево-Печерского монастыря.

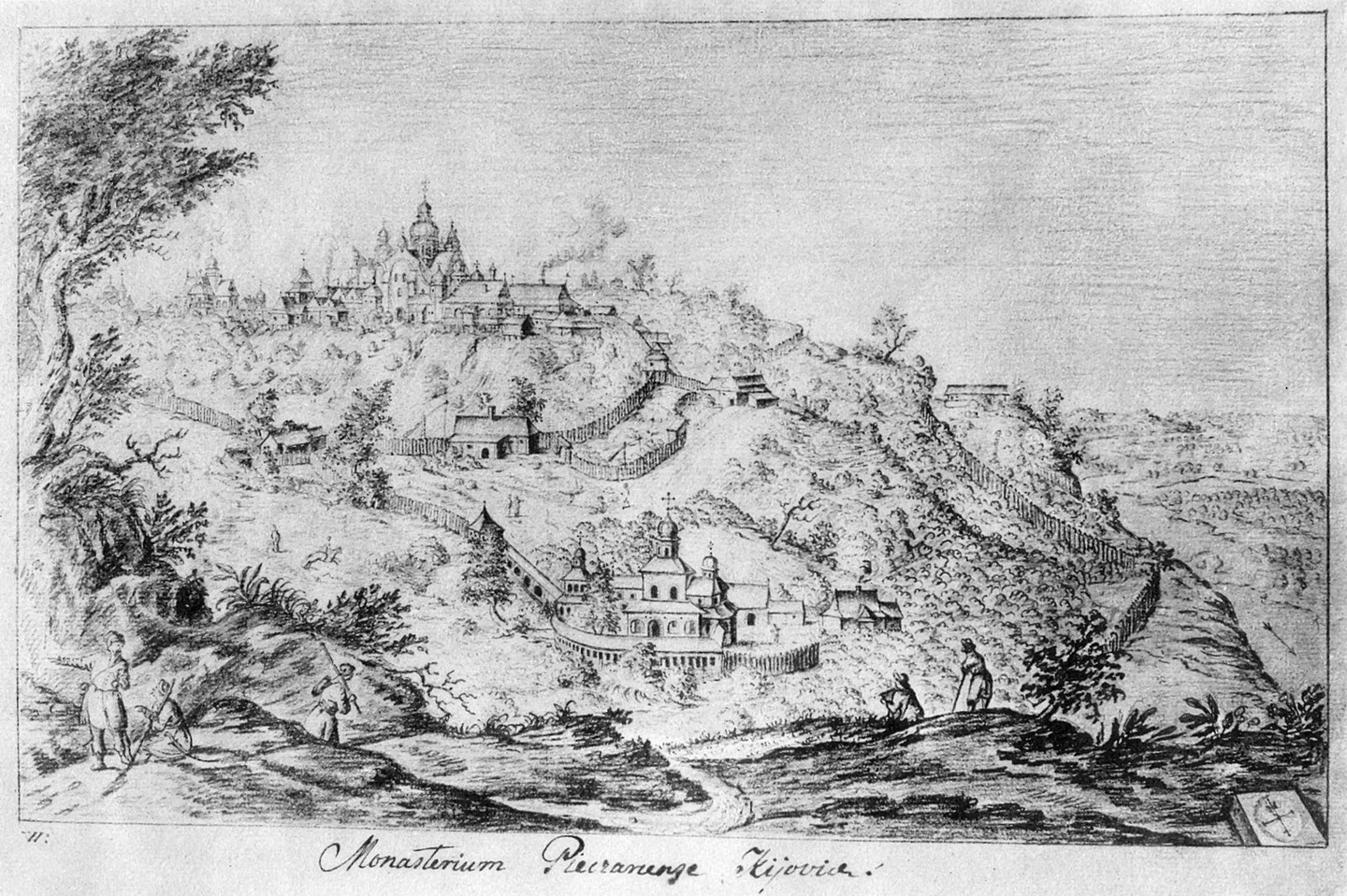
Киево-Печерская лавра (XV век)

О детстве его и мирской жизни сведений практически не сохранилось, да и прочие биографические сведения о нём очень скудны и отрывочны. Поликарп всё время жил в Киево-Печерском монастыре, но когда он постригся в монашество, неизвестно; известно только, что его примерно-строгая жизнь и духовная рассудительность были так величественны, что снискали ему расположение братии, избравшей отца Поликарпа в 1164 году в архимандриты, и дружбу Великого князя киевского Ростислава Мстиславича. Во время Великого поста по субботам и воскресеньям князь Ростислав Мстиславич, по возможности, обедал с отцом Поликарпом и монашеской братией Феодосиевой обители. Однажды он рассказал о намерении удалиться от суетной мирской жизни, чтобы жить в согласии в монастырском безмолвии, но Поликарп отвечал ему: «Князь! Небо требует от тебя иных подвигов. Делай правду и блюди землю Русскую».
За разрешение поста по средам и пятницам в Господские праздники митрополит Константин осудил архимандрита Поликарпа на заточение; но вскоре он был освобождён и, возвратившись из заточения, управлял обителью до самой кончины.
Поликарп Печерский скончался 24 июля 1182 года; мощи его почивают в Ближних (Антониевых) пещерах в Киево-Печерской лавре.
Память преподобного Поликарпа чтится 24 июля, а также в Соборах преподобных отцов Киево-Печерских Ближних пещер и всех преподобных отцов Киево-Печерских, а также Киевских святых.